# Phanaeus daphnis
Phanaeus daphnis là một loài bọ cánh cứng trong họ Bọ hung (Scarabaeidae).